# Clube Republicano Ditatorial
O Clube Republicano Ditatorial foi uma organização política brasileira criada pelo major Vicente de Paulo Vasconcelos e seu grupo de militares, em abril de 1933. Vicente enviou uma carta ao general Manuel Rabelo solicitando que este assumisse a presidência do clube. O motivo era ter como líder do Clube uma figura de destaque do exército, além de Manuel Rabelo ser visto pelos republicanos ditatoriais como um "fiel defensor, leal executor e entusiasta propagandista” dos princípios republicanos liberais. Caso Rabelo recusasse, a fundação do clube seria cancelada, entretanto, Rabelo, em carta-resposta, concordou em assumir a presidência e declarou concordar com o programa e estatuto do clube. Na mesma carta-resposta, ele mostrou sua oposição à Assembleia Constituinte em curso no ano de 1933. A maioria das organizações políticas tenentistas se opunha abertamente a reconstitucionalização.

## Programa

### Governo
O Clube Republicano Ditatorial tinha inspirações positivistas e defendia a ditadura republicana como forma de governo, onde seria instalado um regime constitucional republicano federativo, sem a presença do Senado e Câmara, mas a de um ditador, que seria auxiliado unicamente por uma assembleia orçamentária, onde deputados seriam eleitos a cada três anos através de voto censitário, onde apenas as "classes ativas" (classe agrícola, fabril e comercial) teriam direito ao voto, e seriam excluídos os empregados públicos, civis, políticos e militares, uma vez que estes fazem parte do executivo, os jornalistas, médicos, religiosos e professores, uma vez que fazem parte do poder espiritual e também as mulheres.
A sucessão da chefia do governo seria exercida pelo próprio ditador, como numa monarquia, porém sem a presença de critérios de hereditariedade. Porém, caso dois sucessores não fossem aprovados pelos eleitorados estaduais, caberia a este sugerir outro.
O Clube defendia algumas pautas progressistas, como a liberdade de reunião, imprensa e associação, exigindo entretanto o fim do anonimato, com as publicações tendo de ser assinadas com lugar, endereço e data de nascimento. Também tinham como pauta o secularismo e a redução dos ministérios para cinco, sendo eles Interior, Exterior, Fazenda, Exército e Marinha. Defendiam o intervencionismo no setor industrial para garantir as condições necessárias para seu desenvolvimento, e achavam ser dever do Estado resolver os problemas mais urgentes da população, como por exemplo a proteção dos indígenas e a moradia para os trabalhadores.

### Pautas Sociais
Já no campo social o clube entendia como necessária a divisão de classes entre os chefes e os proletários, definindo este formato como a "sã organização do trabalho". Também defendiam a fixação do salário mínimo e as jornadas de trabalho de oito horas. No seu entender o trabalhador não deveria ser escravizado, tendo direito a 15 dias de férias anuais e boas condições de higiene e segurança no trabalho. Advogavam a favor da livre e independente de intervenção estatal organização dos sindicatos. O direito à greve seria livre, contanto que outros meios de negociação fossem procurados anteriormente, e a intervenção policial só ocorreria para proteger a propriedade ou a vida de pessoas.

## Estatuto

### Organização
O clube era regido por um presidente vitalício, o qual nomearia 5 diretores-gerais responsáveis pela secretaria e administração interna; tesouraria; propaganda; coordenação com os estados do Norte (incluindo Minas e Goiás), e coordenação com os estados do Sul (incluindo São Paulo e Mato Grosso). Cada diretor contaria com um adjunto, cuja escolha teria de ser aprovada pelo presidente.

### Filiação
Cada membro do clube teria de ter sua entrada aprovada pelo presidente e teria de pagar uma mensalidade proporcional às suas possiblidades. Além disso todo membro tinha o dever de divulgar o programa do clube após a sua formação legal.

## Atuação
O clube não obteve relevância e não desenvolveu nenhuma atividade significativa. Posteriormente no ano de 1945 o jornal a Manhã zombaria de Manuel Rabelo por ter liderado o Clube Republicano Ditatorial, tendo sido visto como retrógado por apoiar uma forma de governo republicana autoritária.